# بريان فالنتاين
بريان فالنتاين (17 يناير 1908 - 2 فبراير 1983 في المملكة المتحدة) (بالإنجليزية: Bryan Valentine)‏ هو لاعب كريكت بريطاني (وحمل سابقاً جنسية المملكة المتحدة لبريطانيا العظمى وأيرلندا). شارك مع منتخب إنجلترا للكريكت. أما مع النوادي، فقد لعب مع Kent County Cricket Club ‏ ونادي جامعة كامبريدج للكريكيت ‏.

## وصلات خارجية
- بريان فالنتاين على موقع إي آس بي آن كريك إنفو (الإنجليزية)